# Onthophagus papulatus
Onthophagus papulatus är en skalbaggsart som beskrevs av Antoine Boucomont 1914. Onthophagus papulatus ingår i släktet Onthophagus och familjen bladhorningar. Inga underarter finns listade i Catalogue of Life.